# Света Троица (Мушутище)
Вижте пояснителната страница за други значения на Света Троица.
„Света Троица-Русиница“ (на сръбски: Света Тројица) е манастир в Косово, близо до град Призрен.

## История
Мушутище съществува по времето на Неманичите, за което свидетелстват църквите, най-старата от които е посветена на Света Богородица Одигитрия. Манастирът се намира извън селото, в подножието на планината Русиница и вероятно датира от XV век. Църквата е еднокорабна, изградена от дялан камък, а фасадите са частично украсени с керамично-пластична украса. Най-голямо внимание е отделено на олтарната апсида, изградена с клетъчна система от тухли, обрамчващи всеки каменен блок, слепи плитки ниши и тухлени орнаменти, поставени в зигзагообразна линия под корниза на покрива.